# Гордън Фрийман
Гордън Фриймън (на английски: Gordon Freeman) е главният герой в играта Half-Life и е един от участниците в инцидента на Блек Меса. След като робота с извънземния кристал блокира, Гордън бива принуден собственоръчно да го избута в отворилия се портал. Тогава Гордън Фриймън е телепортиран за няколко секунди на друга планета. След като успява да се телепортира обратно в лабораторията, като заедно с него се появяват различни извънземни на различно местонахождение.